# Municipio de Phillipsburg (Kansas)
El municipio de Phillipsburg (en inglés: Phillipsburg Township) está ubicado en el condado de Phillips, en el estado de Kansas (Estados Unidos).

## Geografía
El municipio de Phillipsburg se encuentra ubicado en las coordenadas 39°47′33″N 99°21′8″O / 39.79250, -99.35222. Según la Oficina del Censo de los Estados Unidos, en 2010 tenía una superficie total de 88,98 km², de la cual 88,97 (99,99%) correspondían a tierra firme y 0,01 (0,01%) a agua.

## Demografía
Según el censo de 2010, el municipio de Phillipsburg estaba habitado por 259 personas y la densidad de población era de 2,91 hab/km². Según su raza, el 97,68% de los habitantes eran blancos, el 1,54% negros o afroamericanos y el 0,77% asiáticos. Además, del total de la población, el 0,77% eran hispanos o latinos de cualquier raza.